# 남 (성씨)
남(南)씨는 한국의 성씨이다. 2015년 대한민국 통계청 인구조사에서 275,648명으로 조사되어 성씨 인구 31위이다. 본관은 의령(宜寧), 영양(英陽), 고성(固城), 남원(南原) 등이 있다.

## 영양 남씨 / 의령 남씨 / 고성 남씨
남민의 7대손 진용(鎭勇)의 맏아들 홍보(洪甫)는 영양(英陽), 둘째 군보(君甫)는 의령(宜寧), 막내 광보(匡甫)는 고성(固城)으로 분관하였다고 한다.

영양·의령·고성 남씨 종문

의령 남씨(宜寧 南氏)는 상신(相臣) 6명, 대제학 6명을 배출하였다. 남군보(南君甫)의 현손인 남재(南在)가 조선 개국공신에 녹훈되고, 1416년(태종 16년) 영의정에 올랐다. 남재의 손자 남지(南智)는 좌의정에 올랐다. 남곤(南袞)은 1523년(중종 18년) 영의정에 올랐다. 남이웅(南以雄)은 인조 때 춘성부원군(春城府院君)에 봉군되고 좌의정에 올랐다. 남재(南在)의 후손인 남구만(南九萬)은 소론(少論)의 영수로서 1687년(숙종 13) 영의정에 올랐다. 남유용(南有容)이 영조 때 대제학(大提學)을 지냈고, 남유용의 아들 남공철(南公轍)이 순조 때 영의정을 역임하였다.
2015년 인구는 영양 남씨(英陽 南氏) 82,272명, 의령 남씨 162,729명, 고성 남씨 10,801명이다. 

## 남원 남씨
남원 남씨의 시조 남중룡(南仲龍)은 고려 때 군기감(軍器監)을 역임했다고 한다. 2000년 인구는 2,174명이다.

## 인물
- 남덕우 : 제14대 국무총리
- 남경필 : 전 국회의원, 경기도지사
- 남자현 : 독립운동가
- 남상아 : 가수
- 남상미 : 배우
- 남규리 : 배우, 가수
- 남현희 : 펜싱 선수
- 남지현 (1990년) : 가수
- 남지현 (배우) : 배우
- 남희석 : 개그맨
- 남재준 : 전 참모총장, 전 국정원장
- 남우현 : 가수
- 남주혁 : 배우 겸 모델
- 남상태 : 전 대우조선해양 사장

## 참고 자료
- 뿌리찾기운동본부 편저 (1998년 4월 25일). 《한글판 우리집의 족보》. 서울: 민중서원. 부록 11쪽.